# سی و ششمین دوره کتاب سال جمهوری اسلامی ایران
مراسم سی و ششمین دوره جایزه کتاب سال جمهوری اسلامی ایران و بیست و ششمین دوره جایزه جهانی کتاب سال با حضور حسن روحانی، رئیس‌جمهوری ایران سه‌شنبه ۱۶ بهمن ۱۳۹۷ در تالار وحدت برگزار شد.

#### برگزیدگان
| بخش               | شاخه             | عنوان کتاب                                                                                    | پدیدآورنده(ها)                                                                                         | ناشر                                                       | عنوان جایزه  |
| ----------------- | ---------------- | --------------------------------------------------------------------------------------------- | --- | ---------------------------------------------------------- | ------------ |
| کلیات             | کتابشناسی        | کتابشناسی موضوعی – تاریخی از چاپکرده‌ها و نوشته‌های ایرج افشار (منتشر شده در سال‌های ۱۳۹۵–۱۳۲۳)  | میلاد عظیمی                                                                                            | مؤسسه خانه کتاب                                            | برگزیده      |
| کلیات             | کلیات            | فرهنگ آثار ایرانی - اسلامی: معرفی آثار مکتوب از روزگار کهن تا عصر حاضر: دیوان آتش اصفهانی - س | زیرنظر: رضا سیدحسینی زیرنظر: احمد سمیعی‌گیلانی زیرنظر: سیدعلی آل‌داود                                    | سروش                                                       | شایسته تقدیر |
| فلسفه و روان‌شناسی | فلسفه غرب        | گفتگویی میان هگل و فیلسوفان اسلامی: صیرورت، دیالکتیک و ایده‌آلیسم                              | سید حمید طالب‌زاده                                                                                      | هرمس                                                       | برگزیده      |
| فلسفه و روان‌شناسی | فلسفه غرب        | فضایل ذهن، تحقیقی در ماهیت فضیلت و مبانی اخلاقی معرفت                                         | تألیف: لیندا زگزبسکی ترجمه: امیرحسین خداپرست                                                           | کرگدن                                                      | برگزیده      |
| فلسفه و روان‌شناسی | منطق             | المختصر الاوسط فی المنطق                                                                      | ابن‌سینا                                                                                                | موسسه پژوهشی حکمت و فلسفه ایران                            | شایسته تقدیر |
| فلسفه و روان‌شناسی | منطق             | منطق در ایران سده ششم                                                                         | غلامرضا دادخواه                                                                                        | موسسه پژوهشی حکمت و فلسفه ایران                            | شایسته تقدیر |
| علوم اجتماعی      | علوم نظامی       | روزشمار جنگ ایران و عراق: کتاب بیست‌وهشتم، نخستین عملیات بزرگ در شمال غرب «والفجر ۴»           | علیرضا لطف‌اله‌زادگان، ایرج همتی                                                                         | مرکز اسناد و تحقیقات دفاع مقدس سپاه پاسداران انقلاب اسلامی | برگزیده      |
| علوم اجتماعی      | علوم اجتماعی     | بازمانده‌هایی از فرهنگ دوران جاهلی در تمدن اسلامی                                              | نویسنده: ادوارد وسترمارک ترجمه: علی بلوکباشی                                                           | فرهنگ جاوید                                                | شایسته تقدیر |
| زبان              | زبان فارسی       | فرهنگ بلوچی ـ فارسی                                                                           | عبدالغفور جهاندیده                                                                                     | معین                                                       | برگزیده      |
| زبان              | زبان فارسی       | فرهنگ موضوعی فارسی: راه‌نمای واژه‌یابی                                                          | بهروز صفرزاده                                                                                          | نشر نو - آسیم                                              | شایسته تقدیر |
| زبان              | زبان‌های باستانی  | دوازده متن باستانی                                                                            | تدوین، ترجمه، توضیح و تفسیر بیژن غیبی                                                                  | سخن                                                        | شایسته تقدیر |
| علوم کاربردی      | علوم پزشکی       | معاینات بالینی و روش گرفتن شرح حال                                                            | تألیف: باربارا بیتز ترجمه: زینب پاشا زانوس، نسیم همتی، مریم سلیمانی شکوه، زهرا شکری زیرنظر: فرهاد شاهی | آرتین‌طب، نشر حیدری                                         | برگزیده      |
| علوم کاربردی      | مهندسی عمران     | اصول و مبانی طراحی سازه‌های فولادی                                                             | اباذر اصغری                                                                                            | دانشگاه صنعتی امیرکبیر (پلی‌تکنیک)                          | برگزیده      |
| هنر               | معماری و شهرسازی | کاریز در ایران و شیوه‌های سنتی بهره‌گیری از آن                                                  | جواد صفی‌نژاد                                                                                           | پویه مهر اشراق                                             | برگزیده      |
| هنر               | هنرهای تجسمی     | خوشنویسی اسلامی                                                                               | نویسنده: شیلا بلر مترجم: ولی‌الله کاووسی                                                                | موسسه تألیف ترجمه و نشر آثار هنری متن                      | شایسته تقدیر |
| ادبیات            | نثر معاصر        | ره‌ش                                                                                           | نوشته: رضا امیرخانی                                                                                    | افق                                                        | برگزیده      |
| ادبیات            | شعر معاصر        | روح اندوهگین یک شاعر                                                                          | سید رضا محمدی                                                                                          | مؤسسه فرهنگی‌هنری شهرستان ادب                               | برگزیده      |
| ادبیات            | شعر معاصر        | دومینو                                                                                        | ابوذر پاکروان                                                                                          | فصل پنجم                                                   | برگزیده      |
| ادبیات            | تاریخ و نقد ادبی | بلاغت ساختارهای نحوی در تاریخ بیهقی                                                           | لیلا سیدقاسم                                                                                           | هرمس                                                       | شایسته تقدیر |
| ادبیات            | تاریخ و نقد ادبی | بوطیقا و سیاست در شاهنامه                                                                     | محمود امیدسالار                                                                                        | سخن                                                        | شایسته تقدیر |
| ادبیات            | تاریخ و نقد ادبی | نظریه‌ای در باب اقتباس                                                                         | لیندا هاچن                                                                                             | مهسا خداکرمی                                               | شایسته تقدیر |
| تاریخ و جغرافیا   | تاریخ            | ملاحظات و محاکمات: دو لایحه در تحدید حدود ایران و عثمانی                                      | تألیف: میرزا محبعلی‌خان ناظم الملک مرندی یکانلو تصحیح و پژوهش: نصرالله صالحی                            | طهوری                                                      | برگزیده      |
| تاریخ و جغرافیا   | تاریخ            | ارنست نولته: سیمای یک تاریخ‌اندیش                                                              | نویسنده: زیگفرید گرلیش مترجم: مهدی تدینی                                                               | سخن                                                        | شایسته تقدیر |
| تاریخ و جغرافیا   | مستندنگاری       | الف لام خمینی                                                                                 | هدایت‌الله بهبودی                                                                                       | مؤسسه مطالعات و پژوهش‌های سیاسی                             | برگزیده      |
| تاریخ و جغرافیا   | مستندنگاری       | رکاب‌زنان در پی شمس: از تبریز تا قونیه، از قونیه تا دمشق                                       | حسن کرمی قراملکی                                                                                       | ستوده                                                      | برگزیده      |